# Воробьёв, Виталий Иванович
Виталий Иванович Воробьёв  (17 января 1928 года — 4 апреля 2019 года) — машинист бумагоделательной машины Калининградского целлюлозно-бумажного комбината № 1 Министерства целлюлозно-бумажной промышленности СССР. Калининградская область. Герой Социалистического Труда (20.04.1971).

## Биография
Родился 17 января 1928 года в деревне Казнаково ныне Старицкого района Тверской области. Русский.
Окончив в 1946 году школу фабрично-заводского обучения (ФЗО) №1 в городе Калинин (ныне – Тверь), приехал в город Калининград. Работал плотником, а затем пильщиком на пилораме на Калининградском целлюлозно-бумажном комбинате (ЦБК) № 1. В 1950-1954 (по другим источникам – 1946-1954) годах служил в Советской Армии в городе Слуцк Минской области Белорусской ССР (ныне – Республика Беларусь).
После увольнения из Вооружённых Сил с 1954 года работал машинистом бумагоделательной машины бумажного цеха Калининградского ЦБК № 1. За успехи, достигнутые в развитии целлюлозно-бумажной промышленности, в 1961 году награждён орденом Трудового Красного Знамени. В 1962 году вступил в КПСС.
Указом Президиума Верховного Совета СССР от 20 апреля 1971 года за выдающиеся успехи, достигнутые в выполнении заданий пятилетнего плана по выработке целлюлозно-бумажной продукции, Воробьёву Виталию Ивановичу присвоено звание Героя Социалистического Труда с вручением ордена Ленина и золотой медали «Серп и Молот».
Делегат XXV съезда КПСС (1976). Избирался членом Калининградского обкома КПСС, депутатом Калининградского городского Совета.
Трудился на Калининградском ЦБК № 1 до выхода на пенсию.
Жил в Калининграде. Умер 4 апреля 2019 года.

## Награды
- Золотая медаль «Серп и Молот»(20.04.1971)
- Орден Ленина (20.04.1971)
- Орден Трудового Красного Знамени (29.06.1961)
- Медаль «В ознаменование 100-летия со дня рождения Владимира Ильича Ленина» (6 апреля 1970)
- Медаль «За трудовое отличие»
- Медаль «Ветеран труда»
- медалями ВДНХ СССР:

## Память
- На могиле установлен надгробный памятник.